# Mario Kirev
Mario Kirev (n. 15 august 1989, Dupnitsa, Bulgaria) este un fotbalist bulgar ce evoluează la clubul Slavia Sofia pe postul de portar.

## Cariera de jucător

### Slavia Sofia
În august 2007 Kirev a semnat primul său contract profesional, cu Slavia Sofia. El a debutat pe 25 aprilie 2008, într-un meci împotriva celor de la Spartak Vrna, din campionat. Următorul sezon a fost prima opțiune ca portar a antrenorului Stevica Kuzmanovski.

### Juventus Torino
În decembrie 2008, Kirev a mers la Juventus, pentru a juca într-o perioadă de verificare. Pe 30 ianuarie 2009 Kirev a semnat oficial cu Juventus, un contract pe 4 ani. După doar câteva zile a fost împrumutat la echipa elvețiană, Grasshopper Club Zürich. După revenirea la Juventus a jucat la echipa de tineret. După încă 6 luni, în februarie 2010, a plecat din nou în Elveția, la echipa FC Thun. Acolo a stat tot 6 luni după care a revenit, din păcate fiind al cincelea portar. A jucat doar 2 meciuri, după care a fost vândut în septembrie 2011 la FC Politehnica Timișoara, unde a stat tot sezonul.

### ACS Poli Timișoara
După desființarea echipei FC Politehnica Timișoara a fost vândut la noua echipă, ACS Poli Timișoara. Acolo a jucat în mare parte ca titular în Liga a II-a. După promovarea echipei a fost dat afară, dar în luna septembrie a anului 2013 a revenit.

## Legături externe
- Profil pe Soccerway
- Profil Transfermarkt